# Mudanjiang Hailang International Airport
Mudanjiang Hailang International Airport är en flygplats i Kina. Den ligger i provinsen Heilongjiang, i den nordöstra delen av landet, omkring 270 kilometer sydost om provinshuvudstaden Harbin.
Runt Mudanjiang Hailang International Airport är det ganska tätbefolkat, med 56 invånare per kvadratkilometer. Närmaste större samhälle är Mudanjiang, 7,0 km norr om Mudanjiang Hailang International Airport. Omgivningarna runt Mudanjiang Hailang International Airport är en mosaik av jordbruksmark och naturlig växtlighet.
Genomsnittlig årsnederbörd är 895 millimeter. Den regnigaste månaden är juli, med i genomsnitt 191 mm nederbörd, och den torraste är januari, med 5 mm nederbörd.